# Norfolk-temető
A Norfolk-temető (Norfolk Cemetery) egy első világháborús nemzetközösségi sírkert a franciaországi Bécordel-Bécourt közelében. A temetőt Herbert Baker angol építész tervezte.

## Története
A területet a Norfolki Királyi Ezred első zászlóalja hősi halottjainak nyitották meg 1915 augusztusában. Később, 1916 augusztusáig, más egységek elesett katonáit is befogadta a temető. A békekötés után a sírkert területe megduplázódott, ugyanis számos, a közeli frontokon meghalt katona földi maradványait szállították oda. A temetőben 549 katona nyugszik, közülük 223-at sikerült azonosítani. Háromszázhuszonhat katona nemzetiségi hovatartozása ismertː 318-an az Egyesült Királyságból, hatan Ausztráliából érkeztek a háborúba, valamint egy-egy kanadai és indiai katona nyugszik a földben.
A sírkertben temették el Stewart Walter Loudoun-Shand őrnagyot, aki halála után megkapta a Viktória Keresztet. A kitüntetést azzal érdemelte ki, hogy 1916. július 1-jén, amikor az erős ellenséges géppuskatűz megakasztotta a britek előrenyomulását, átmászott a védősáncon, és katonáit is segítette ebben, valamint támadásra biztatta őket, amíg halálos lövést kapott.